# موهوكيت

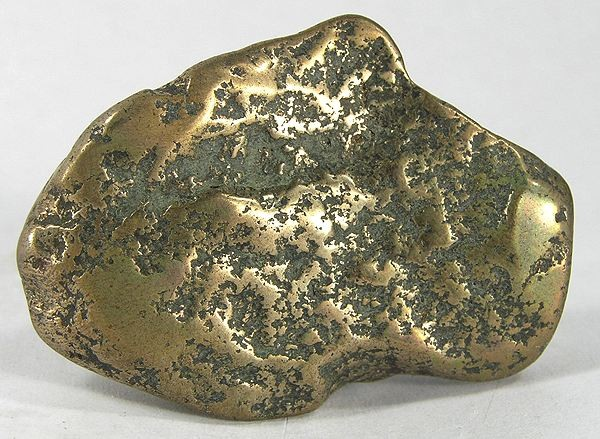
كتلة صلبة مصقولة من الموهوكيت، 2.9 أونصة.

الموهوكيت (بالإنجليزية: Mohawkite)‏، وهو صخرة نادرة تتكون من خليط من الزرنيخ والفضة والنيكل والسكوتروديت والنحاس ، مع الصيغة Cu3As حتى Cu6As ، وعادة ما توجد أكثر المواد المرغوبة في مصفوفة الكوارتز البيضاء. لها صلادة 3-3.5 وبريق معدني. سمي على اسم منجم الموهوك حيث تم العثور عليه في الأصل. تتراوح الألوان من الأصفر النحاسي إلى الرمادي المعدني، وفي بعض الأحيان يكون سطحها أزرق أو أخضر باهت.
تأتي هذه الألوان من مكونين رئيسيين، وهما معدن النحاس الغني بالزرنيخ، الغودونيت ودوميكيت. قد يشبه لونه البيروتيت، ولكن على عكس البيروتيت، فإن الموهوكيت ليس مغناطيسيًا.